# Clarke County (Georgia)
Das Clarke County befindet sich im Bundesstaat Georgia der Vereinigten Staaten. Der Verwaltungssitz (County Seat) ist Athens.

## Geographie
Das County liegt im mittleren Norden von Georgia, ist im Nordosten etwa 80 km von South Carolina und im Norden etwa 180 km von Tennessee entfernt. Es hat eine Fläche von 314 Quadratkilometern, wovon ein Quadratkilometer Wasserfläche ist, und grenzt im Uhrzeigersinn an folgende Countys: Madison County, Oglethorpe County, Oconee County, Barrow County und Jackson County.
Das County ist Teil der Metropolregion Athens–Clarke County.

## Geschichte
Clarke County wurde am 5. Dezember 1801 aus Teilen des Jackson County gebildet. Benannt wurde es nach Elijah Clarke, einem Helden des amerikanischen Revolutionskrieges.

## Demografische Daten
Laut der Volkszählung von 2010 verteilten sich die damaligen 116.714 Einwohner auf 45.414 bewohnte Haushalte, was einen Schnitt von 2,37 Personen pro Haushalt ergibt. Insgesamt bestehen 51.068 Haushalte.
48,5 % der Haushalte waren Familienhaushalte (bestehend aus verheirateten Paaren mit oder ohne Nachkommen bzw. einem Elternteil mit Nachkomme) mit einer durchschnittlichen Größe von 3,00 Personen. In 24,2 % aller Haushalte lebten Kinder unter 18 Jahren sowie in 16,2 % aller Haushalte Personen mit mindestens 65 Jahren.
25,3 % der Bevölkerung waren jünger als 20 Jahre, 44,9 % waren 20 bis 39 Jahre alt, 17,7 % waren 40 bis 59 Jahre alt und 12,1 % waren mindestens 60 Jahre alt. Das mittlere Alter betrug 26 Jahre. 47,5 % der Bevölkerung waren männlich und 52,5 % weiblich.
61,9 % der Bevölkerung bezeichneten sich als Weiße, 26,6 % als Afroamerikaner, 0,2 % als Indianer und 4,2 % als Asian Americans. 5,0 % gaben die Angehörigkeit zu einer anderen Ethnie und 2,2 % zu mehreren Ethnien an. 10,4 % der Bevölkerung bestand aus Hispanics oder Latinos.
Das durchschnittliche Jahreseinkommen pro Haushalt lag bei 33.430 USD, dabei lebten 35,7 % der Bevölkerung unter der Armutsgrenze.

## Kultur und Sehenswürdigkeiten

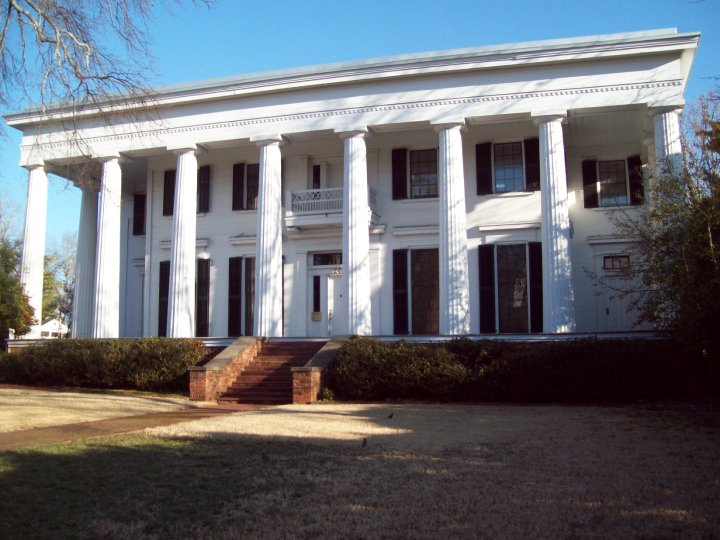
Henry W. Grady House (2012). Diese Residenz entstand in den 1840er Jahren im Stile des Greek Revival („griechische Wiedergeburt“). In den 1860er und frühen 1870er Jahren lebte hier der bekannte Journalist Henry W. Grady, der bei der Reconstruction in den Südstaaten eine wichtige Rolle spielte. Im Mai 1976 wurde das Anwesen als National Historic Landmark anerkannt. Am gleichen Tag erfolgte der Eintrag in das NRHP.

60 Bauwerke, Stätten und Historic Districts („historische Bezirke“) im Clarke County sind im National Register of Historic Places („Nationales Verzeichnis historischer Orte“; NRHP) eingetragen (Stand 6. August 2023), darunter hat das Henry W. Grady House den Status eines National Historic Landmarks („Nationalen historischen Wahrzeichen“).

## Orte im Clarke County
Orte im Clarke County mit Einwohnerzahlen der Volkszählung von 2010:
Cities:
- Athens (County Seat) – 115.452 Einwohner
- Winterville – 1.122 Einwohner

Town:
- Bogart – 1.034 Einwohner